# 长梗粗叶木
长梗粗叶木（学名：Lasianthus filipes）为茜草科粗叶木属下的一个种。

## 扩展阅读
- 維基物種上的相關：长梗粗叶木